# Kanton Sint-Winoksbergen
Sint-Winoksbergen (Frans: Bergues) is een voormalig kanton van het Franse Noorderdepartement. Het kanton maakte deel uit van het arrondissement Duinkerke. In 2015 is dit kanton opgegaan in de kantons: kanton Nieuw-Koudekerke en het Kanton Wormhout.

## Gemeenten
Het kanton Sint-Winoksbergen omvatte de volgende gemeenten:
- Armboutskappel (Armbouts-Cappel)
- Bieren (Bierne)
- Bissezele (Bissezeele)
- Eringem (Eringhem)
- Hooimille (Hoymille)
- Krochte (Crochte)
- Kwaadieper (Quaëdypre)
- Pitgam
- Sint-Winoksbergen (Bergues) (hoofdplaats)
- Soks (Socx)
- Stene (Steene)
- Westkappel (West-Cappel)
- Wilder ( Wylder)